# Better Days (Joe)
Better Days è un album discografico del cantante statunitense Joe, pubblicato nel 2001.

## Tracce
1. Let's Stay Home Tonight
2. Better Days
3. What If A Woman
4. Alone
5. Isn't This The World-Produced By The Neptunes
6. Ghetto Child (featuring Shaggy & The Boys Choir of Harlem)
7. I Like Sexy Girls
8. Here She Comes written by Steph Jones
9. Lover's Prayer
10. Changed Man
11. I Understand
12. She Used 2 Luv Me
13. A World Of Girls
14. Let's Stay Home Tonight (Remix) (featuring Petey Pablo)

Bonus track Australia
1. It Won't End
2. What If A Women (Smoove 5 Remix Edit)
3. I Wanna Know (The Roni Remix)

## Riferimenti
- Scheda di Better Days su All Music Guide